# هكريا
هَكِرْيَا (بالعبرية: הַקִּרְיָה) ناحية في وسط يافا المحتلة (تل أبيب)، ويقال أيضا الكِرْيَا بتعريب أداة التعريف. وفيها مجلس لواء تل أبيب، ومُعَسْكَرُ رَابِين (بالعبرية: מַחֲנֶה רַבִּין) المنسوب إلى إسحاق رابين، وهو من القواعد العسكرية الإسرائيلية الأولى، وفيه مجلس أركان قوات الدفاع الإسرائيلية.

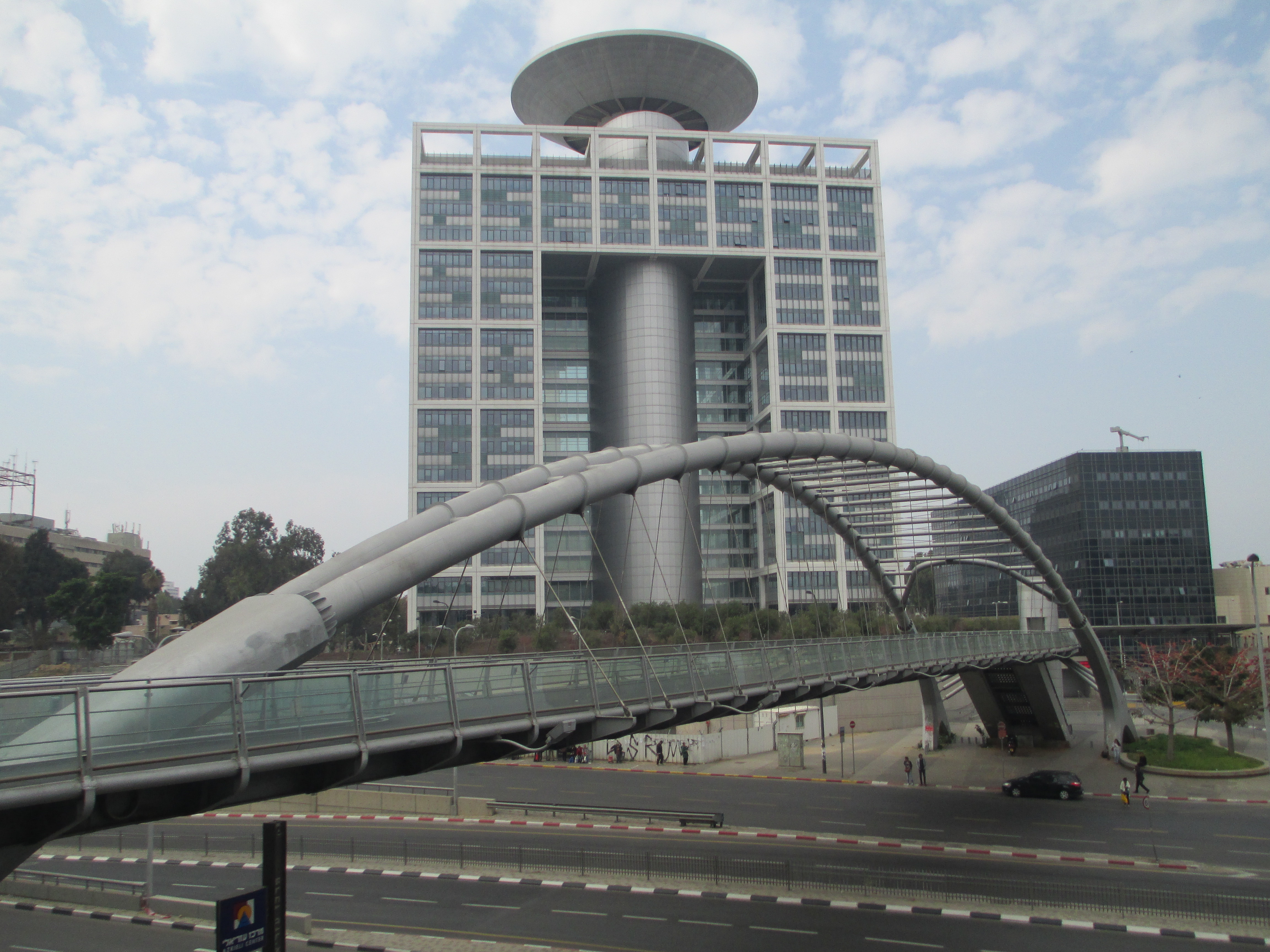
مبنى الأركان العامة (برج متكل)، المعلم الجديد في الكريا.